# Băiatul gheișă
Băiatul gheișă  (titlul original: în engleză The Geisha Boy) este un film de comedie american din 1958 regizat de Frank Tashlin. În rourile prinipale joacă actorii Jerry Lewis, Marie McDonald și Suzanne Pleshette.

## Distribuție
- Jerry Lewis – Gilbert Wooley
- Marie McDonald – Lola Livingston
- Sessue Hayakawa – Mr. Sikita
- Barton MacLane – Major Ridgley
- Suzanne Pleshette – Sergeant Pearson
- Nobu McCathy ca Kimi Sikita
- Robert Hirano – Mitsuo Watanabe
- Ryuzo Demura – lchiyama
- Michael Ross – sergentul de la aviație
- Alec Guinness – el însuși (nemenționat)
- Bob Hope – el însuși (nemenționat)